# (1424) Sundmania
(1424) Sundmania ist ein Asteroid des Hauptgürtels, der am 9. Januar 1937 von dem finnischen Astronomen Yrjö Väisälä in Turku entdeckt wurde.
Der Asteroid wurde nach dem finnischen Mathematiker und damaligen Direktor des Helsingfors-Observatoriums Karl Sundman benannt.